# Критический диаметр детонации
Крити́ческий диа́метр детона́ции  (критический диаметр взрывчатого вещества, англ.  Critical Diameter of Explosive Material)— наименьший диаметр цилиндрического заряда взрывчатого вещества (ВВ), при котором возможно распространение детонации по заряду. При диаметре заряда менее критического устойчивая детонация невозможна; даже при использовании мощного инициирующего заряда она неизбежно затухает. Боковые волны разгрузки перехватывают часть зоны химических реакций, что приводит к разбросу взрывчатого вещества, неполноте химических реакций и прекращению детонации. Минимальная скорость детонации, соответствующая критическому диаметру, называется критической скоростью. При увеличении диаметра сверх критического скорость детонации возрастает и достигает максимума — предельной скорости — при диаметре, называемом предельным. Для типичных ВВ предельный диаметр превосходит критический диаметр в 2-4 раза.
Для бризантных индивидуальных взрывчатых химических соединений критический диаметр обычно составляет несколько мм, для инициирующих — сотые доли мм, для гранулированных промышленных ВВ — до 150 мм. Использование ВВ с бо́льшим критическим диаметром детонации не имеет практического смысла. На величину критического диаметра детонации влияют состав, степень измельчения, физическое состояние ВВ, влажность, температура, плотность заряжания и другие параметры, а также масса корпуса или оболочки. Прочная оболочка может значительно снизить критический диаметр заряда. Для прессованных или пластичных взрывчатых веществ часто определяют критическую толщину заряда в пластинах с шириной более четырех толщин и длиной более 10 толщин.
Критический диаметр детонации обычно определяют путём подрыва модельных зарядов длиной не менее пяти диаметров заряда. Наличие или отсутствие детонации определяют по следам от взрыва. Критические диаметры некоторых ВВ приведены в таблице
| ВВ                                                                 | Критический диаметр, мм |
| ТЭН прессованный                                                   | 2,0 — 3,2               |
| ТЕН (плотность 1,0 г/см в куб. размер зерна 0,025-0,10 мм.)        | 0,7 — 0,86              |
| нитроглицерин (НГЦ) (при t=20 С)                                   | 2,5                     |
| гексоген                                                           | 2,5 — 4,4               |
| тетрил                                                             | 5,0 −7,0                |
| пикриновая кислота                                                 | 7,0 — 9,0               |
| тротил (в зависимости от технологии изготовления заряда и условий) | 6,0 — 60,0              |
| перхлорат аммония                                                  | 25,0 — 30,0             |